# Мокрый Батай (посёлок)
Мо́крый Бата́й — посёлок в Кагальницком районе Ростовской области.
Административный центр Мокробатайского сельского поселения.
Население — 1934 человека.

## География
Посёлок расположен в 13 км от города Батайска.
Железнодорожная станция Мокрый Батай на линии Ростов-Главный—Сальск, ежедневно ходит электропоезд .

### Улицы
| - ул. 40 лет Победы - ул. Вишнёвая - ул. Зелёная - ул. Майская - ул. Мира - ул. Мичурина - ул. Молодёжная - ул. Октябрьская - ул. Парковая | - ул. ПМК - ул. Садовая - ул. Светлая - ул. Солнечная - ул. Спортивная - ул. Строителей - ул. Школьная - ул. Юбилейная |  |

## Население
| 2010 |
| ---- |
| 2089 |

## Инфраструктура
В посёлке имеются: школа, детский сад и детская музыкальная школа.